# Epoch Times
The Epoch Times (chinois simplifié : 大纪元时报 ; chinois traditionnel : 大紀元時報 ; pinyin : dà jì yuán shí bào) est un journal multilingue fondé en mai 2000 par John Tang et un groupe de Sino-Américains membres du Falun Gong. Il a son siège à New York et des ramifications dans différents pays. 
Le journal dispose de bureaux dans chaque pays pour ses éditions locales et un réseau de correspondants dans le monde entier. Il existe sur internet en vingt-et-une langues et sa version imprimée est vendue ou distribuée gratuitement, en quotidien ou en hebdomadaire, dans environ trente-cinq pays, avec des éditions en anglais, chinois, français et quatorze autres langues.
Le journal et ses différentes plateformes de diffusion, publiant des théories du complot et propageant des fausses informations, est connu aussi pour le soutien qu'il apporte au président américain Donald Trump et aux politiques d'extrême droite en Europe,,,.

## Fondation
The Epoch Times est fondé en 2000 par John Tang, membre du Falun Gong arrivé de Chine aux États-Unis en 1993 et par des Chinois de la diaspora également membres de ce mouvement. La publication se décrit comme voulant s'opposer à la censure de l'information des médias chinois et à la répression du mouvement Falun Gong, interdit en Chine depuis 1999. 
Le 12 août 2002, The Epoch Times lance son premier quotidien à Washington. En août 2004, la première édition en langue anglaise est lancée à New York, ainsi que Los Angeles, San Francisco, et dans plusieurs autres villes comme San Diego, San Francisco, Boston, Dallas et à Chicago.
L'édition française est lancée en 2004. Elle est diffusée à Paris (France) et Montréal (Canada).

## Groupe médiatique
The Epoch Times fait partie d'un groupe de médias, The Epoch Media Group, complété par la station de télévision New Tang Dynasty Television (NTDTV) et par la station de radio Son de l'espoir. Ces deux médias ont débuté en langue chinoise, mais ils sont maintenant disponibles en plusieurs langues.

### Finances
Selon un article de Kevin Roose paru dans le New York Times le 5 février 2020, on sait peu de choses sur les finances et l'organigramme de The Epoch Times. Pour l'année 2017, l'association à but non lucratif qui la dirige a déclaré au fisc américain avoir totalisé 8,1 millions de dollars de rentrées et 7,2 millions de dollars de dépenses.

## Diffusion
Yuezhi Zhao (en), professeur adjoint de la communication à l'université Simon Fraser au Canada, a écrit en 2003 que le site internet et le groupe Epoch Times avaient « développé un des plus grands réseaux d'informations et groupes de presse en langue chinoise hors de Chine, au cours des deux dernières années, avec des éditions locales dans plus de trente états américains, au Canada, en Australie, en Nouvelle-Zélande, au Japon, en Indonésie, à Taïwan, à Hong Kong et dans les principaux pays d'Europe occidentale. ». Le journal est diffusé gratuitement
Une diffusion par voie postale, en 2020, en pleine pandémie de Covid-19, dans les boîtes aux lettres au Canada choque une partie de la population, y voyant des méthodes similaires à la propagande de leur voisin des États-Unis. Cette publication accuse le Parti communiste chinois de mettre le monde en danger, le virus y est nommé le « virus du PCC » de façon similaire à ce que Donald Trump appelle le « virus chinois », ou encore le « virus communiste ». Pour Jean-Hugues Roy, professeur à l’École des médias de l’UQAM, le journal y perd toute crédibilité. Le journal accuse le PCC de « créer une pandémie mondiale », affirmation qui met en avant, selon la politologue Marie-Ève Reny, un parti-pris du journal, décalé d'« une réalité sociale et politique plus complexe ». Cette diffusion non sollicitée, réalisée par Postes Canada, a également suscité des questionnements. L’unité syndicale des employés de Postes Canada a demandé l'arrêt de cette diffusion, mais cet arrêt a été refusé par la poste et le ministère qui en est responsable.

## Ligne éditoriale
Une enquête menée par la chaîne NBC News à l'été 2019 a mis en lumière les liens du média avec des organismes affiliés au Falun Gong, notamment les spectacles de danse Shen Yun et le diffuseur vidéo NTD, ajoutant que ces organismes ont apparemment les mêmes méthodes, financements et dirigeants.
Une analyse du champ lexical du journal, lors d'une étude de Jean-Hugues Roy, professeur à l’École des médias de l’UQAM, met en avant que sur 900 000 mots analysés sur un ensemble de 5 400 articles de l'édition en anglais, les termes « Falun Gong », « Chinese Regime », « Communist Party » et « Chinese Communist » sont les plus fréquents.

### Liens avec Falun Gong
Initialement, The Epoch Times visait les lecteurs chinois vivant à l'étranger pour leur rapporter les différents abus et le fonctionnement interne du parti communiste chinois (PCC). Les articles sur la Chine sont alors souvent critiques vis-à-vis du régime chinois, particulièrement envers le parti communiste. Le journal est le seul à couvrir la persécution du Falun Gong, et relate la poursuite en justice de l'ancien président chinois Jiang Zemin en vertu de la législation en matière de génocide,, que beaucoup de journaux grand public n'ont pas couverte.
En 2005, le San Francisco Chronicle rapporte que « les trois nouveaux médias américains en langue chinoise qui fournissent des articles sur l'oppression du gouvernement et les troubles sociaux en Chine [à savoir The Epoch Times, Sound of Hope, et New Tang Dynasty TV (NTDTV)] ont des liens avec le mouvement spirituel Falun Gong ». Lors de l'entretien, les dirigeants de chaque média affirment qu'ils ne représentent pas le mouvement du Falun Gong bien qu’ils n'hésitent pas à en parler, le sujet n'étant pas traité en Chine. Les employés du journal sont néanmoins dans leur majorité des pratiquants du Falun Gong sans être journalistes professionnels et The Epoch Times couvre favorablement le mouvement et reprend les vues de ce dernier sur le gouvernement chinois.
Un rapport du Congrès des États-Unis cite The Epoch Times comme étant affilié au mouvement Falun Gong. De même, pour le sinologue Antoine Paoli et pour Benjamin Penny (en) et David Ownby, le journal entretient des liens de proximité avec ce mouvement. Cependant, de manière similaire à la New Tang Dynasty Television, le journal dément tout lien direct avec ce groupe,, son porte-parole déclarant : « The Epoch Times n'est pas financé par Falun Gong, ne parle pas au nom de Falun Gong et ne représente pas Falun Gong  ».

### Thèmes couverts
Le journal porte sur les questions d'intérêt général en mettant l'accent sur l’actualité en Chine et les droits de l'homme. Le journal couvre les causes et les groupes persécutés par la république populaire de Chine, comprenant les dissidents, les chrétiens, les Ouïghours, le Falun Gong, les militants et sympathisants du gouvernement tibétain en exil, les avocats, les journalistes, les artistes, les professeurs, les villageois expropriés, les avortements forcés, les intoxications sanitaires. Le site The Epoch Times accueille également un service de « démissions du PCC », un mouvement de désobéissance civile encourageant les Chinois à quitter le PCC et ses organisations connexes. Le gouvernement chinois de la RPC bloque l’accès au site The Epoch Times en Chine.

### Prise de position pro-Trump depuis 2016
Au moment de l’élection présidentielle de 2016, The Epoch Times commence à publier davantage d'articles soutenant Donald Trump et critiquant ses adversaires. En 2019 et 2020, plusieurs médias notent la ligne éditoriale pro-Trump très nette du journal,. Les décrypteurs de Radio Canada reçoivent également de nombreux courriers leur signalant des similitudes entre la posture éditoriale du journal et la rhétorique de Donald Trump en mai 2020.

## Controverses
Le 18 juillet 2019, Facebook interdit les publicités des deux pages principales de The Epoch Times « Coverage of the Trump Presidency » et « Trending World », sans donner de raison. The Epoch Times diffuse alors ses publicités via d’autres comptes : « Honest Paper », « Patriots of America », « Pure American Journalism » et « Best News ». Le 20 août 2019, NBC News publie un article dénonçant la campagne de publicité d'Epoch Times sur Facebook. Facebook interdit à The Epoch Times toute publicité sur la plateforme Facebook pour non-respect des règles de transparence concernant la publicité à des fins politiques,,, à la suite de l’article de NBC News et en vertu de cette règle : « Les publicités ne doivent pas recourir à des tactiques visant à contourner notre processus d’examen des publicités ni d’autres systèmes d’application de règlements. Cela comprend les techniques visant à obscurcir le contenu ou la page de destination de la publicité. Exemple : Tenter de créer d’autres comptes publicitaires après que les comptes existants ont été sanctionnés pour violation de nos règlements. ».
Dans ces publicités politiques, The Epoch Times met en avant notamment le Spygate, une théorie conspirationniste affirmant que l'administration de Barack Obama avait des espions au sein de la campagne de Donald Trump. Avant son bannissement, The Epoch Times était un des plus importants diffuseurs de publicité sur Facebook. À la suite de cette sanction, le journal a lancé une vaste opération publicitaire sur YouTube.
En décembre 2019, Facebook annonce la découverte de 600 faux-comptes liés à The Epoch Times, gérés par des utilisateurs vietnamiens et américains et des bots utilisant de l'intelligence artificielle pour leur photographie de profil, pour porter des messages pro-Trump,. L'ensemble du réseau était suivi par 55 millions de personnes, principalement en dehors des États-Unis, pour un montant dépensé en publicité politique de près de 10 millions de dollars.
Toujours en 2019, plusieurs médias font valoir qu'en France et en Allemagne, depuis 2016, The Epoch Times a une ligne éditoriale diffusant des informations conspirationnistes et mettant en avant les idées de l'extrême droite.  
En 2019 et 2020, plusieurs médias notent la ligne éditoriale pro-Trump très nette du journal, l'utilisation de désinformations et de théories du complot et le financement de publicités politiques en faveur de Trump et d'idées conservatrices,. 
En 2020, Radio Canada mentionne, entre autres exemples « des demi-vérités et des inexactitudes » véhiculées par Epoch Times, un article d'opinion prétendant que les pays les plus touchés par le coronavirus sont ceux avec lesquels la Chine a des « intérêts importants » (à savoir l’Iran, la Corée du Sud, la France et le Japon). Or, selon Radio Canada, « seuls deux de ces pays figurent parmi les dix plus grands partenaires commerciaux de la Chine et à l'inverse sept des  dix  plus grands partenaires ne sont pas parmi les dix pays les plus touchés ». Selon Snopes, le journal fait également une relation hâtive entre la fermeture de 21 millions de comptes de téléphones cellulaires et de 840 000 lignes fixes à un nombre de décès supposé équivalent. Selon d'autres analystes, ce chiffre paraît peu probable, car il équivaudrait à cacher 7 000 fois plus de décès que le nombre officiellement déclaré. D'après China Mobile, les lignes ont été fermées en raison des changements d'habitude de vie. De nombreux chinois ayant l'habitude d'avoir deux cartes SIM dans leurs téléphones dont l'une est consacrée aux relations sociales et cette activité étant réduite pendant le confinement, les clients ont fermé leur compte supplémentaire. Les travailleurs migrants ont également deux cartes SIM, une pour leur lieu d'habitation et une pour leur lieu de travail. La réduction de l'activité liée au virus, et le retour au foyer les a conduit à supprimer la deuxième ligne, devenue inutile le temps du confinement,,.
En 2021, le journal se profile dans l'opposition à la politique anti-Covid-19
.